# Атмометар
Атмометар или евапориметар је научни инструмент који се користи за мерење брзине испаравања воде са влажне површине у атмосферу. Атмометри се углавном користе од стране пољопривредника и узгајивача за мерење стопе испаравања усева на било којој локацији поља. Евапотранспирација је мера све воде која испарава са копнених површина плус воде која потиче са биљних површина. На основу количине воде која испарава и пресађује, корисник може наводно усијати усјеве, што резултира мањом употребом воде и евентуално повећаним приносима. Компаније које тренутно продају атомере укључују C&M Метеоролошко снабдевање и Calsense.

## Употреба и одржавање
Атмометар је прилично једноставан за инсталирање и употребу. Обично се поставља на дрвени стуб који се налази на висини од 1m изнад земље у простору репрезентативном временским и пољским условима. Плоча атометра треба бити постављена на директну сунчеву светлост како не би утицали на брзину испаравања. Не треба га постављати у близини високих стабала или зграда, јер могу утицати на количину изложености коју атометар има факторима животне средине, који утичу на стопу испаравања. Да бисте измерили количину воде која је испарила, израчунајте промену нивоа воде на калибру тако што ћете одузети коначни ниво воде од почетног нивоа воде.

## Предности
- Ниска цена
- Лако руковање
- Погодност
- Није потребна употреба рачунара или струје

## Недостаци
- Временске неприлике могу оштетити уређај
- Стална потреба за допуном водоснадбевања
- Мерач се мора очитати ручно

## Вилдов атмометар
Вилдов атмометар или евапориметар је атмометар који се највише користи на метеоролошким станицама. Он ради на принципу ваге, а показује на скали слој воде у милиметрима који испари за 24 часа. Вилдов атмометар се састоји из отвореног лименог суда који лежи на покретном вертикалном ослонцу, скале и казаљке са тегом. Испаравање се мери тако што се у лимени суд, чија је 250 cm², сипа вода све дтоле док казаљка не доспе у хоризонтални положај означен на скали са 0mm. Испаравањем воде, метални суд са водом постаје лакши, па се његов вертикални ослонац помера навише, а казаљка полако спушта, показујући на скали висину слоја воде која је испарила. Сем овог инструмента постоје и специјални евапориграфи, који аутоматски бележе висину слоја испарене воде на хартији обмотаној на ваљку са часовним механизмом. Вилдов атмометар се поставља у посебан заклон и доливање воде у његов суд се врши свако јутро у 7 часова по локалном времену. Па ипак, вилдов атмометар, као и дуги слични атмометри, не показује стварну величину испаравања него тзв. способност испаравања или испарљивост.